# Kontownica
Kontownica, płyta do kontowania (księgowania), aparat do kontowania (księgowania) – urządzenie ułatwiające prowadzenie zapisów księgowych w księgowości przebitkowej.
W najprostszej wersji składa się z gładkiej płyty pełniącej rolę podkładki pisarskiej z przytwierdzonymi do niej szynami do przytrzymywania formularza dziennika i karty kontowej. W wersjach rozbudowanych dodane są pomoce ułatwiające ustalenie położenia formularzy względem siebie, umożliwiające zamocowanie dodatkowego dokumentu (np. czeku, kwitu kasowego), linie ułatwiające sumowanie, podkładki pod rękę chroniące przed zabrudzeniem formularza i inne.

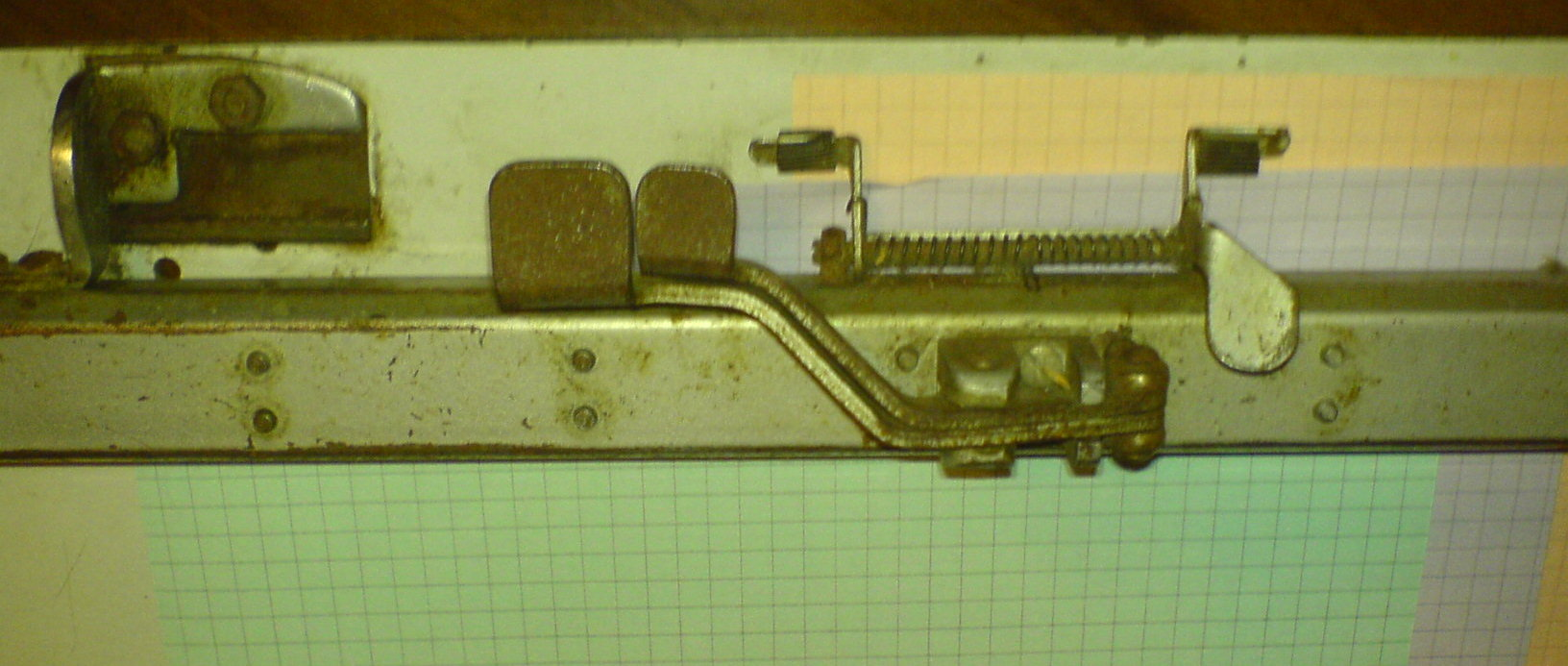
mechanizm przytrzymujący formularze

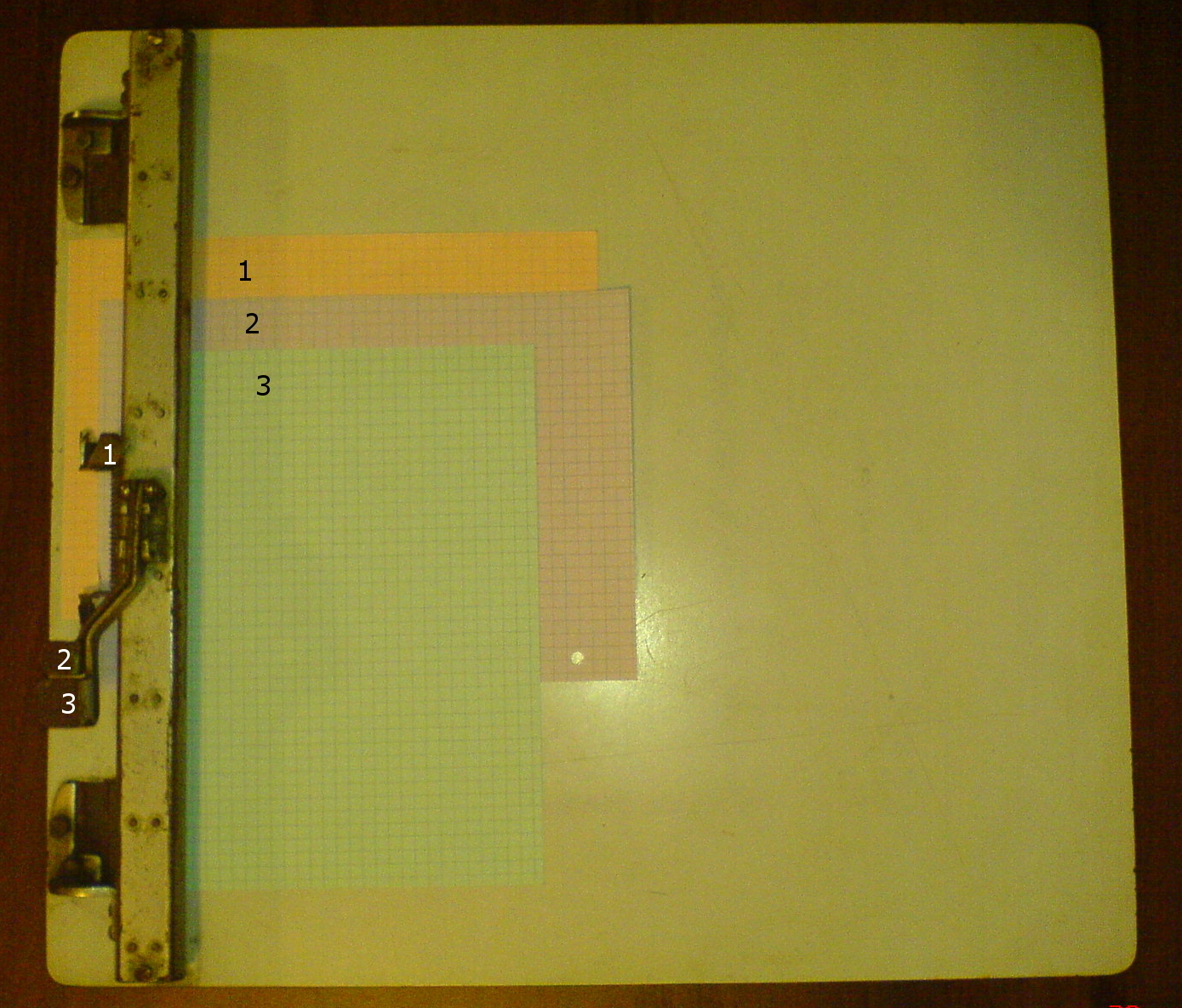
kontownica
schemat rozmieszczenia formularzy: 1. formularz dziennika, 2. kalka ołówkowa, 3. karta kontowa; z odpowiednimi numerami dźwignie uruchamiające odpowiednie listwy dociskowe
egzemplarz z lat 50 XX w.